# Лавалет (Од)
Лавале́т (фр. Lavalette) — коммуна во Франции, находится в регионе Лангедок — Руссильон. Департамент коммуны — Од. Входит в состав кантона Монреаль. Округ коммуны — Каркасон.
Код INSEE коммуны — 11199.

## Население
Население коммуны на 2008 год составляло 1244 человека.
| 1962 | 1968 | 1975 | 1982 | 1990 | 1999 | 2008 |
| ---- | ---- | ---- | ---- | ---- | ---- | ---- |
| 296  | 317  | 458  | 617  | 919  | 1067 | 1244 |

## Экономика
В 2007 году среди 825 лиц в трудоспособном возрасте (15—64 лет) 613 были экономически активными, 212 — неактивными (показатель активности — 74,3 %, в 1999 году было 70,9 %). Из 613 активных работали 553 человека (286 мужчин и 267 женщин), безработных было 60 (22 мужчины и 38 женщин). Среди 212 неактивных 57 человек были учениками или студентами, 90 — пенсионерами, 65 были неактивными по другим причинам.